# Léopold Ier de Belgique (timbre)
Pour les articles homonymes, voir Léopold Ier.
Léopold Ier, roi des Belges, a figuré sur les premières émissions de timbres-poste belges. Il en a été le seul motif de 1849 à sa mort en 1865 ; en 1866 et 1869, les émissions « Petit lion » et « Lion couché et armoiries » fournissent les petites valeurs faciales de complément.

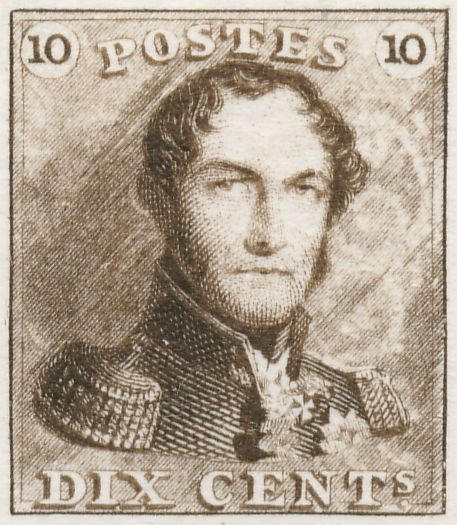
Premier timbre de Belgique au type Épaulettes.

Les timbres émis du vivant de Léopold Ier n'ont pas porté la mention du pays.

## Première effigie
Les timbres à l'effigie de Léopold Ier ont été dessinés d'après un tableau de Lievin de Winne de 1849 à 1865. L'ensemble de ces émissions a été démonétisé le 1er juillet 1866, quelques mois après l'émission d'un nouveau profil.

### Épaulettes
Dessinés par Charles Baugniet (1814-1886) d'après un tableau de Lievin De Winne, les deux timbres « Épaulettes » sont les deux premiers timbres-poste de Belgique, émis le 1er juillet 1849. Non dentelés, ils représentent le roi Léopold en uniforme dont les épaulettes sont assez visibles, d'où le nom donné par la suite à cette émission.
Le 10 centimes brun sert alors pour expédier une lettre de 10 grammes à moins de 30 km du bureau de poste ; le 20 centimes bleu pour une lettre pour le reste du royaume.

### Médaillons de 1849

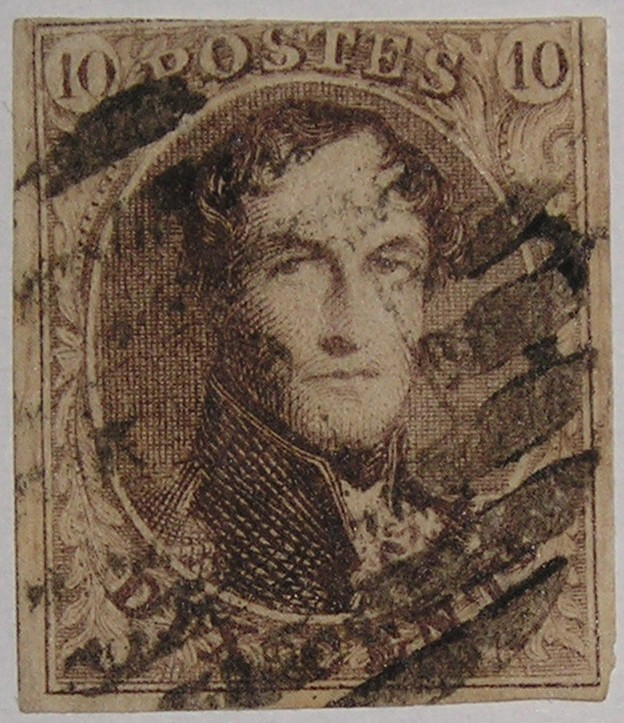
Exemple de timbre « Médaillon »

Émis le 17 octobre 1849, trois timbres prennent le relai des Épaulettes.
Le portrait est désormais encadré par un médaillon qui cache en partie les épaulettes.
En plus des 10 et 20 centimes de même couleur qu'en juillet, un timbre à 40 centimes de couleur rouge est émis pour l'envoi de lettre de moins de 7,5 grammes vers l'étranger, expédition possible progressivement en 1850 pour la plupart : d'abord la France, puis le Royaume-Uni, et en juillet 1850, vers le Luxembourg et la Suisse.

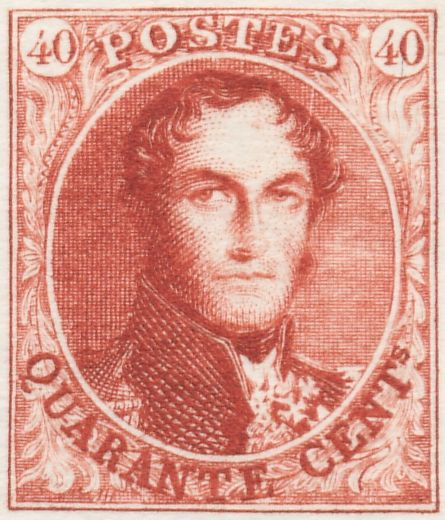
« Médaillon » à 40 centimes de 1849

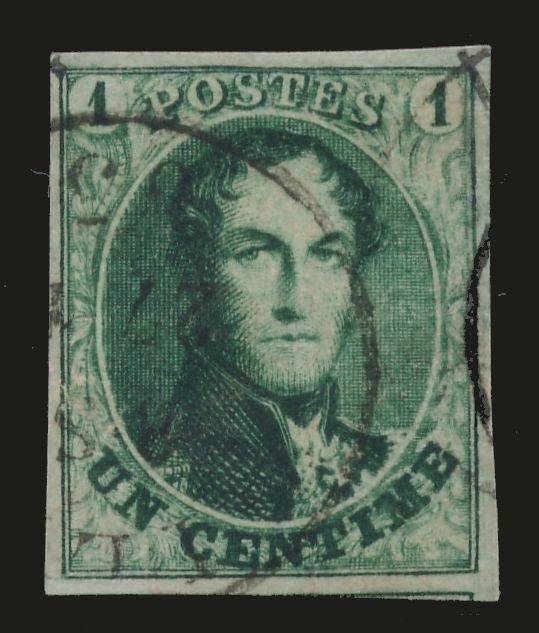
« Médaillon » à 1 centime de 1861

### Médaillons suivants
Par la suite, d'autres émissions du type Médaillons ont lieu, avec des variantes par rapport à l'émission d'octobre 1849.
Vers février 1851, un nouveau tirage est effectué avec un nouveau filigrane : le monogramme royal (deux « L » entrelacés) est conservé, mais il n'est plus encadré comme pour les deux émissions de 1849. À partir de juillet 1858, les timbres n'ont plus de filigrane et le papier est fabriqué mécaniquement pour une impression verticale.
L'émission du 1er avril 1861 se distingue par deux faits :
- apparition du 1 centime vert pour les imprimés et dont l'oblitération est faite directement avec un cachet à date. Habituellement, et dans plusieurs pays de l'époque, le timbre est d'abord annulé par un cachet noir ou indiquant le numéro du bureau de poste, puis la lettre reçoit un cachet à date.
- imprimé latéralement, ces quatre timbres ont un format différent de l'émission de 1858 : 22 x 17,5 mm et non 21 x 18 mm.

En 1863, sont émis les premiers timbres dentelés belges. Les cachets d'oblitération sont également changés : moins maculants, ils apposent des losanges de petits points sur les timbres. De 1863 à 1865, la banque Paternostre-Guillochin, Émile Sirault et Cie de Mons marque d'un « G » manuscrit rouge les timbres qu'elle achète ; par la suite, les entreprises prennent l'habitude d'effectuer des perforations pour protéger leur stock.

## Type Joubert de la Ferté

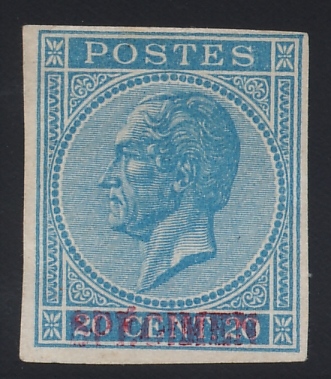
Type Joubert de la Ferté - 20 centimes bleu

Le 1er novembre 1865 (un mois avant la mort du roi), un nouveau type est émis : il s'agit d'un profil gauche gravé par F. Joubert de la Ferté avec des cadres décoratifs différents pour chaque timbre. Les cinq valeurs sont imprimées en typographie par différents ateliers, dont la maison De La Rue de Londres, avant que tout ne soit repris par l'Atelier du timbre de Bruxelles.
Les valeurs émises sont 10 c. gris, 20 c. bleu, 30 c. brun, 40 c. rose et 1 franc violet.

## Tirages
Tirage des émissions à l'effigie de Léopold Ier au XIXe siècle.
| Émission                       | 1 c.       | 10 c.      | 20 c.      | 30 c.     | 40 c.     | 1 F.    |
| ------------------------------ | ---------- | ---------- | ---------- | --------- | --------- | ------- |
| Épaulettes                     |            | 5 250 000  | 5 250 000  |           |           |         |
| Médaillons (filigrane)         |            | 498 000    | 376 000    |           | 292 000   |         |
| Médaillons (nouveau filigrane) |            | 53 800 000 | 39 200 000 |           | 4 350 000 |         |
| Médaillons (sans filigrane)    |            | 28 800 000 | 20 700 000 |           | 2 300 000 |         |
| Médaillons allongés            | 16 000 000 | 24 500 000 | 16 900 000 |           | 3 100 000 |         |
| Médaillons dentelés            | 37 250 000 | 39 800 000 | 27 300 000 |           | 5 900 000 |         |
| Joubert de la Ferté            |            | 79 500 000 | 46 500 000 | 5 700 000 | 4 800 000 | 915 000 |

## Par la suite
Après la mort du roi, les timbres d'après le tableau de Lievin de Winne sont démonétisés le 1er juillet 1866. Les type Joubert de la Ferté sont démonétisés le 1er mars 1911.
Les émissions « Petit lion » de 1866 et « Lion couché et armoiries » de 1869 fournissent des petites valeurs de 1 à 8 centimes.
Le 15 novembre 1869 sont émis les premiers timbres à l'effigie du roi Léopold II.

## Commémorations
La première apparition posthume de Léopold Ier sur timbre-poste a lieu en 1915 avec une émission de huit timbres différents mis en service en Belgique au fur et à mesure de la libération du pays, à la fin de la Première Guerre mondiale. La plus forte valeur représente les trois premiers rois de Belgique.
Ensuite, la poste belge utilise l'effigie royale pour des anniversaires :
- anniversaire des Épaulettes : émissions en 1925, 1949 et 1999
- anniversaire de l'indépendance belge de 1830 : émissions de 1930, 1980 et 1981
- manifestations philatéliques : en 1972 et deux émissions en 1999
- en 1991 pour le 150e anniversaire de l'Académie royale de médecine de Belgique
- en 1965 a été réutilisé le type Joubert de la Ferté.

### Sources
Catalogue officiel de timbres-poste, Bruxelles, éd. Chambre professionnelle belge des négociants en timbres-poste, 2005.